# Рогожин, Сергей Николаевич
Серге́й Никола́евич Рого́жин (6 июля 1956, Нальчик — 31 мая 1983, Кострома) — советский конник, олимпийский чемпион в командном троеборье. Заслуженный мастер спорта СССР (1980).

## Биография
Родился в семье рабочих. Конным спортом начал заниматься в 1967 году в конноспортивной школе ДСО «Урожай». С 1974 по 1976 год служил в конноспортивном дивизионе ЦСКА.
С 1976 года работал инструктором по конному спорту Спорткомитета Кабардино-Балкарской АССР.
На Олимпийских играх в Москве выступал на лошади Гелеспонт и завоевал золотую медаль в командном троеборье вместе с Александром Блиновым, Юрием Сальниковым и Валерием Волковым. В индивидуальном троеборье Рогожин стал одиннадцатым.
Погиб в 1983 году в возрасте 26 лет во время полевых испытаний на Спартакиаде народов РСФСР.